# Cimîrivka, Bila Țerkva
Cimîrivka (în ucraineană Чмирівка) este un sat în comuna Fursî din raionul Bila Țerkva, regiunea Kiev, Ucraina.

## Demografie
Componența lingvistică a localității Cimîrivka
     Ucraineană (93,83%)
     Rusă (4,55%)
Conform recensământului din 2001, majoritatea populației localității Cimîrivka era vorbitoare de ucraineană (93,83%), existând în minoritate și vorbitori de rusă (4,55%).